# Adalbert Dessau
Adalbert Gustav Adolf Karl Dessau (* 15. März 1928 in Heintrop; † 20. Oktober 1984 in Rostock) war ein deutscher Lateinamerikanist, Romanist und Literaturwissenschaftler. Er war Gründer und langjähriger Direktor der ehemaligen Rostocker Sektion Lateinamerikawissenschaften und der erste deutsche Romanist, der eine Habilitationsschrift über lateinamerikanische Literatur vorlegte.

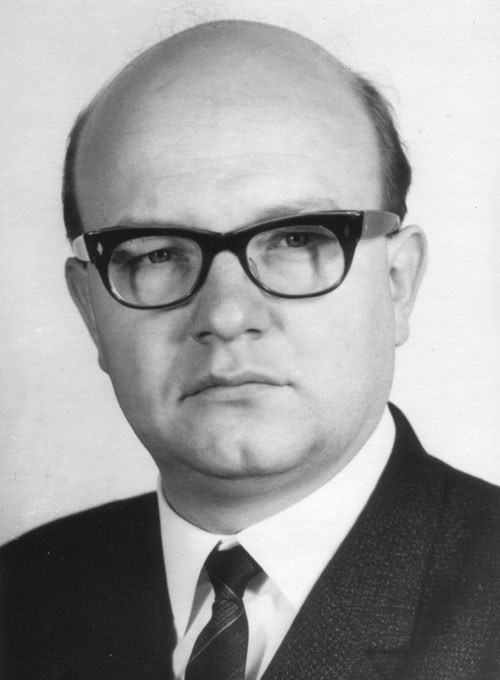
Adalbert Dessau (1966)

## Leben und Werk
Adalbert Dessau wurde als ältester von zwei Söhnen des Buchhalters Adolf Dessau und der Hausfrau Martha Dessau, geborene Tischer, in Heintrop im Kreis Soest in Westfalen geboren. 1933 zog er mit seinen Eltern nach Coswig in der Nähe von Dresden um, wo er von 1934 bis 1938 die Grundschule besuchte. Von 1938 bis 1940 besuchte er die höhere Abteilung der Schule. 1940 wechselte er auf die Fürstenschule Meißen, ein humanistisches Gymnasium, welches Ende 1942 in eine „Deutsche Heimschule“ umgewandelt wurde. Von 1938 bis 1942 war Dessau beim Deutschen Jungvolk, danach bei der Hitlerjugend. Aus gesundheitlichen Gründen wurde er nicht in die Wehrmacht einberufen.
Da die Schule in Meißen nach dem Zweiten Weltkrieg zunächst nicht weitergeführt wurde, absolvierte Dessau 1946 sein Abitur an der Oberschule Radebeul. Von 1946 bis 1950 war er als Lehrer an der Zweiten Grundschule in Coswig tätig. 1948 und 1949 legte er die erste und zweite Lehrerprüfung ab. 1948 wurde er Mitglied der FDJ und 1949 Mitglied der SED.
1950 beendete Dessau seine Tätigkeit als Lehrer und begann das Diplomstudium Romanistik an der Humboldt-Universität zu Berlin mit dem Hauptfach Französisch und den Nebenfächern Spanisch und Portugiesisch. Im Juni 1954 legte Dessau die Diplomprüfung mit dem Prädikat „sehr gut“ ab. Seine wichtigsten akademischen Lehrer waren Rita Schober, Kurt Baldinger, Traugott Böhme, Victor Klemperer und Werner Krauss.
Nach seinem Studium begann Dessau eine wissenschaftliche Aspirantur an der Humboldt-Universität zu Berlin und hielt neben den Arbeiten an seiner Dissertation Vorlesungen und Übungen auf dem Gebiet der spanischen Literaturgeschichte. Während seiner Zeit als Doktorand reiste er mehrere Male als Dolmetscher ins europäische und lateinamerikanische Ausland. Im Mai 1958 wurde er mit dem Prädikat „summa cum laude“ zum Dr. phil. promoviert. Seine Dissertationsarbeit trägt den Titel Raoul de Cambrai – Untersuchungen zum Problem der materiellen und geistig-strukturellen Historizität der französischen Heldenepik.
Im Februar 1959 wurde Dessau Wahrnehmungsdozent für romanische Philologie an der Universität Rostock und übernahm als Nachfolger von Rudolf Brummer, der nach Westdeutschland geflohen war, als kommissarischer Direktor die Leitung des Romanischen Instituts. Vom Staatssekretariat für Hochschulwesen erhielt er den Auftrag, in Rostock die Grundlagen für ein Lateinamerikanisches Institut zu schaffen.
Ende Mai 1963 habilitierte sich Dessau mit einer Arbeit zum Mexikanischen Revolutionsroman. Seine Habilitationsschrift trägt folgenden Titel: Der mexikanische Revolutionsroman. Untersuchungen zur Entwicklung einer lateinamerikanischen Nationalliteratur unter den Bedingungen der antiimperialistischen, antifeudalen, nationalen und demokratischen Revolution. Mit dieser literaturwissenschaftlichen Veröffentlichung leistete Dessau Pionierarbeit, denn er war der erste deutsche Romanist, der eine Habilitationsschrift über lateinamerikanische Literatur vorlegte. Eine leicht gekürzte Fassung dieser Arbeit erschien im Jahr 1967 beim Verlag Rütten & Loening, eine spanische Übersetzung erschien 1972 bei mexikanischen Verlag Fondo de Cultura Económica. Es handelt sich laut Hans-Otto Dill um „das international am häufigsten zitierte und anerkannteste Werk der deutschen lateinamerikanistischen Literaturwissenschaft“.
1964 wurde das Romanische Institut der Universität Rostock offiziell in ein Lateinamerika-Institut umgewandelt, dessen Leitung Dessau übernahm. 1969 wurde er zum ordentlichen Professor für Literatur und Philosophie Lateinamerikas ernannt. Als 1968 das Lateinamerika-Institut im Zuge der III. Hochschulreform der DDR in die Sektion Lateinamerikawissenschaften umgewandelt wurde, übte er das Amt des Sektionsdirektors aus. 1981 wurde er von Max Zeuske als Direktor der Sektion Lateinamerikawissenschaften abgelöst.
Adalbert Dessau verstarb nach längerer Krankheit am 20. Oktober 1984. Sein Grab befindet sich im Ehrenhain des Neuen Friedhofs in Rostock.

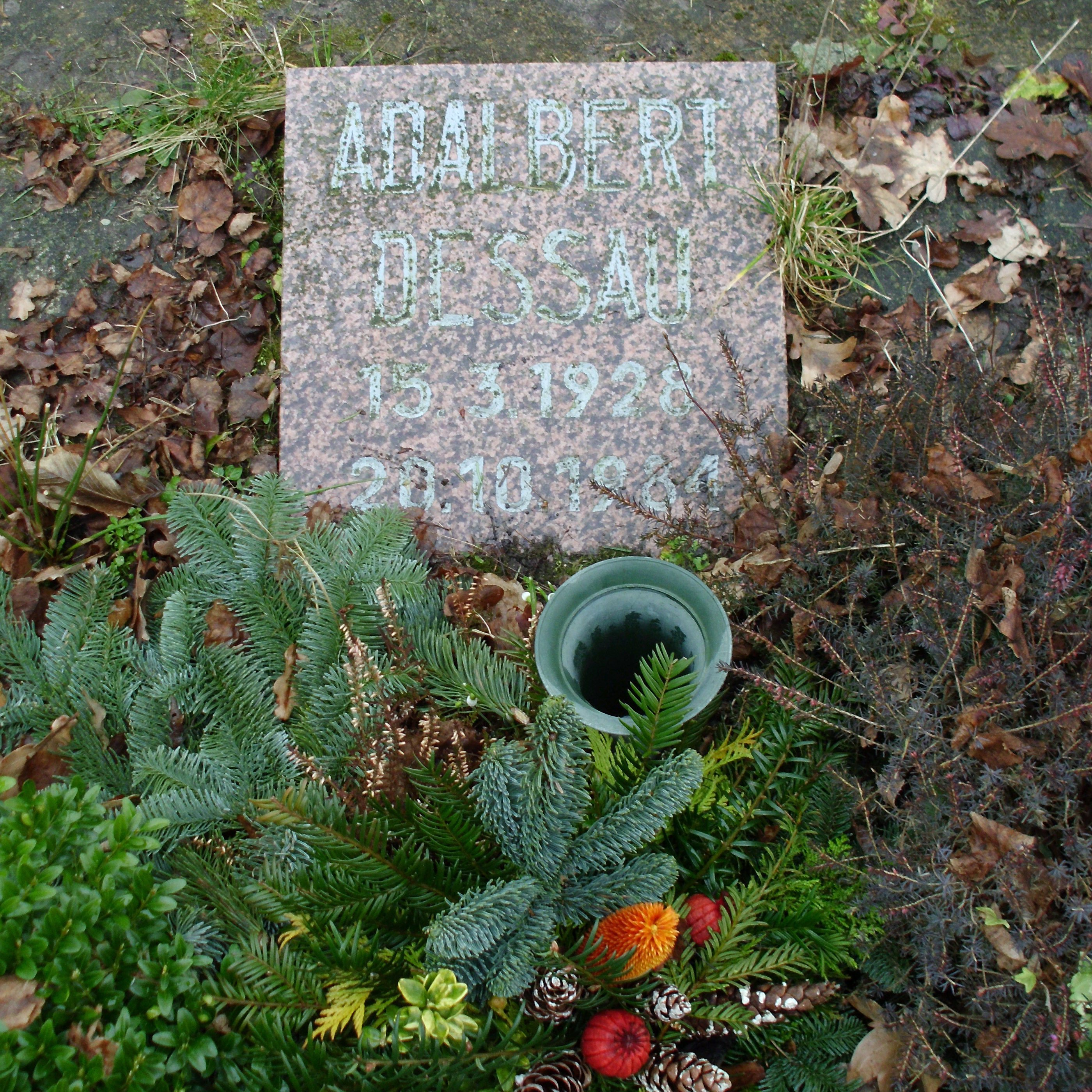
Adalbert Dessaus Grab im Ehrenhain des Neuen Friedhofs in Rostock

## Auszeichnungen und Ehrungen
- 1960 Medaille für ausgezeichnete Leistungen
- 1964 Medaille für ausgezeichnete Leistungen
- 1969 Verdienstmedaille der DDR
- 1976 Ehrennadel für Verdienste um die Freundschaft der Völker
- 1977 Vaterländischer Verdienstorden der DDR in Bronze
- 1979 Banner der Arbeit (Kollektiv)
- 1984 Karl-Marx-Orden

## Schriften
- Mythus und Wirklichkeit in Miguel Angel Asturias’ Bananentrilogie. In: Lateinamerika: Semesterbericht des Lateinamerika-Instituts der Universität Rostock, Rostock 1966
- Der Mexikanische Revolutionsroman. Rütten & Loening, Berlin 1967
- La novela de la Revolución Mexicana. Fondo de Cultura Económica, México 1972
- Autorenkollektiv unter Leitung von Adalbert Dessau: Lateinamerika im antiimperialistischen Kampf: Probleme eines Kontinents. Akademie-Verlag, Berlin 1978
- zusammen mit Hermann Herlinghaus: Alejo Carpentiers Konzept des Real-Wunderbaren: Ursprung und Wesen eines literarischen Programms. Passagen-Verlag, Wien 1983 (Sonderdruck)
- Autorenkollektiv unter Leitung von Adalbert Dessau: Politisch-ideologische Strömungen in Lateinamerika: historische Traditionen und aktuelle Bedeutung. Akademie-Verlag, Berlin 1987